# Cosentini (Montecorice)

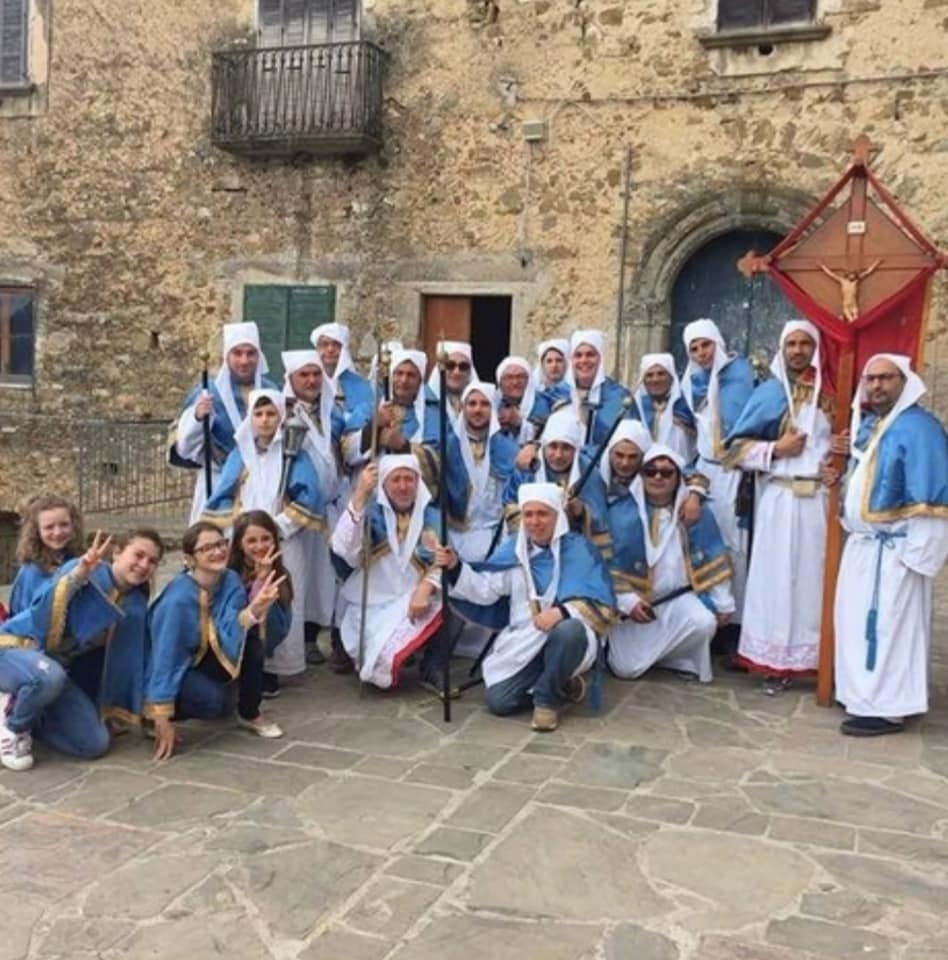
Confraternita SS.Rosario di Socia Cosentini

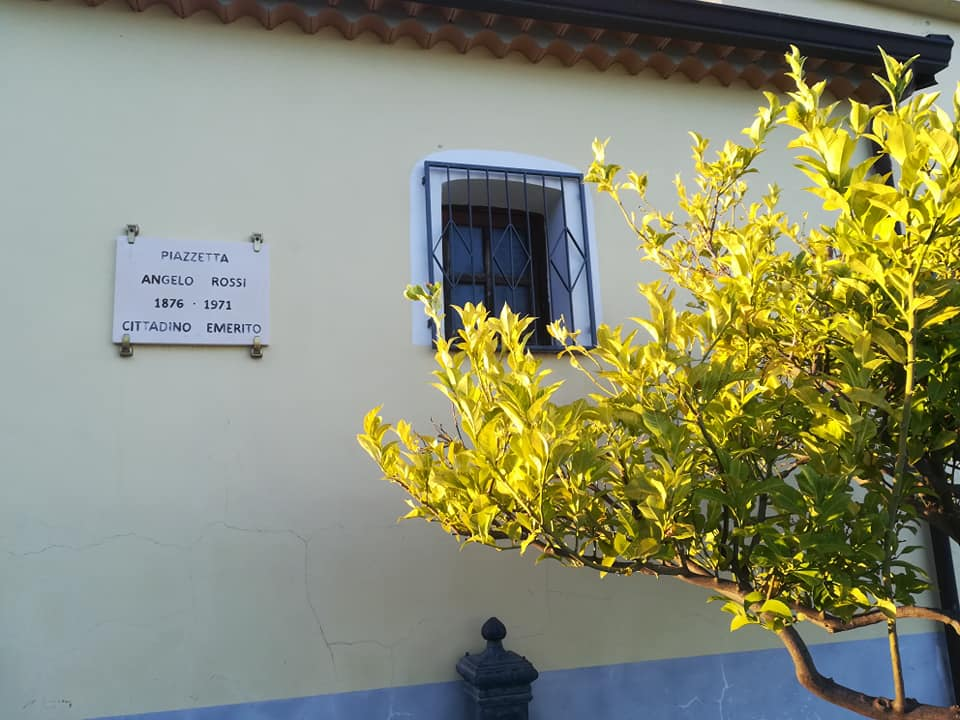
Piazzetta Angelo Rossi

Cosentini è una frazione del comune di Montecorice, in provincia di Salerno. Il borgo fa parte del Parco del Cilento e del Vallo Di Diano.

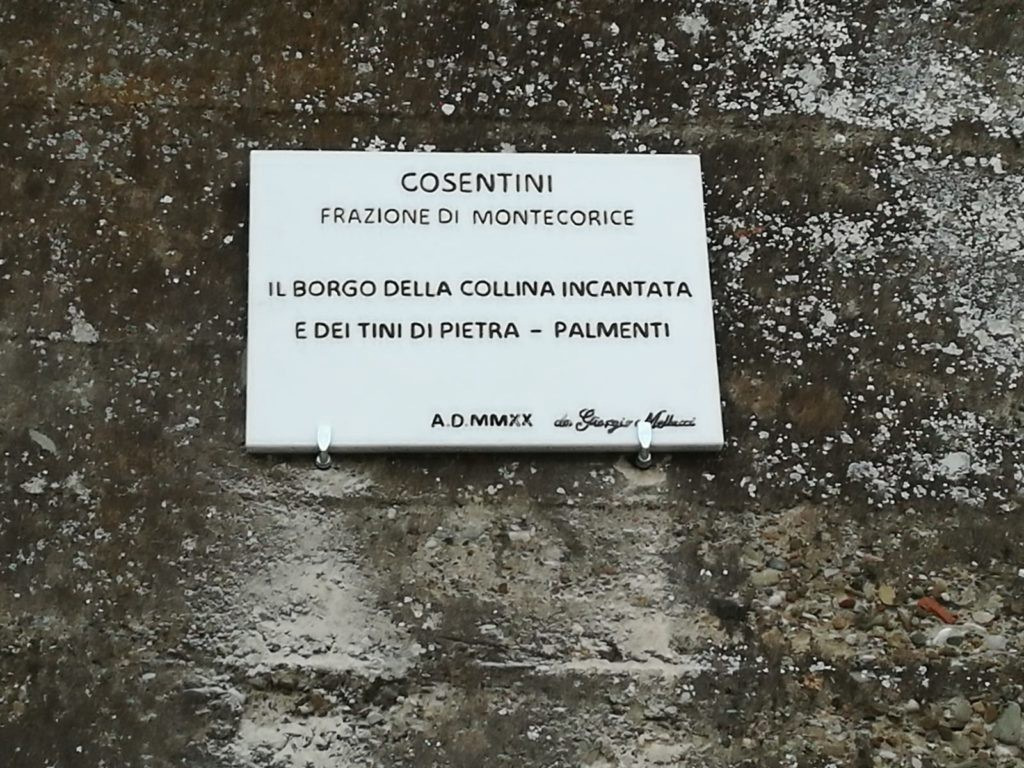
il borgo della collina incantata e dei tini di pietra

## Clima
Il clima di Cosentini risulta mitigato dalla presenza del mare, distante pochi chilometri, e le estati sono dunque calde e secche con scarsissime precipitazioni che si concentrano soprattutto nel periodo primaverile e autunnale.

## Geografia fisica
La frazione dista meno di due chilometri da Montecorice e sorge a 309 metri sul livello del mare.

## Storia
In una concessione di terre del febbraio 1257 è notizia di Cosentini e ancora in una concessione enfiteutica del 7 del gennaio 1312. Lo storico Mazziotti afferma che il villaggio dipendeva da Ortodonico, per cui non è menzionato nei documenti della baronia di Cilento. Avocata al fisco la baronia e poi divisa, Cosentini fu venduto a Francesco del Pezzo (20 marzo 1553). Nel 1576, però, il villaggio era già in possesso di Tiberio Calcagno, alla cui morte (a. 1526) fu chiesto il relevio di Cosentini e Montanari dal figlio Cesare infine il feudo passò ai Landulfo ed ai Borgia. Nel 1673, dopo i numerosi precedenti feudatari, Cosentini è acquisita dai Borgia.

## Economia

### Turismo
Il borgo conta circa 100 residenti, che aumentano per le presenze estive di turisti di passaggio e nostalgici abitanti che tornano nel villaggio. In questo luogo, sin dai secoli passati, confluiva e confluisce una fitta rete viaria. Cosentini, infatti, si trova su di un importante nodo viario ed è compresa nel parco nazionale del Cilento e Vallo di Diano.

## Attività religiose
La Confraternita del SS. Rosario di Socia è una delle più antiche. Il periodo della sua fondazione fa riferimento alla battaglia di Lepanto contro i Turchi, inoltre si distingue perché nel rituale del Venerdì Santo i confratelli usano fare la disciplina, battendosi le spalle con appositi strumenti a guisa di cilicio.
Il venerdì che precede il giorno di Pasqua, le confraternite partono dalle proprie chiese per visitare gli Altari della Reposizione dei paesi vicini, secondo un'antica consuetudine. I confratelli, in questa occasione, indossano il tradizionale costume che consiste in un camice bianco, cingolo e "mozzetta" corto mantello di colore diverso a seconda del titolo. Nelle chiese i confratelli, fermandosi in più punti e attraverso un cammino circolare, eseguono antichi canti su testi ispirati alla Passione di Cristo. Oltre la chiesa dell'Assunta è presente anche la parrocchia del SS. Salvatore della «Socia» :sviluppo del toponimo: Sors, Soccia, Chiova, Socia (dialetto: 'a Chióva). Con questo termine si indicano quattro centri abitati del Comune (Cosentini, Fornelli, Zoppi e Ortodonico) che da tempo immemorabile fanno capo alla chiesa di San Salvatore detta appunto "della Socia" e costituiscono , dal punto di vista ecclesiastico, un'unica parrocchia.

## Monumenti d'interesse
Nei pressi del centro abitato è presente il palazzo baronale dei Borgia /Landulfo con l'adiacente cappella di San Francesco, oltre codesta cappella sono presenti anche delle cappelle gentilizie: San Domenico e Santa Lucia. Fin dal XIV secolo, c'era una cappella chiamata Santa Maria del Valloncello . Successivamente divenne un convento agostiniano, soppresso nel 1652 e da questa data rimasto, fino al primo Novecento, centro d’accoglienza per neonati illegittimi destinati all’adozione o al ricovero presso l’Annunziata di Napoli. Sorta sui resti del convento, la chiesa dell’Assunta situata in piazzetta Angelo Rossi,anch’essa di recente ristrutturazione presenta una facciata tripartita secondo un impianto razionale dal sapore neoclassico, sormontata da frontone e scandita dal ritmo verticale di quattro lesene su alto basamento.

## Cucina
Una gastronomia semplice che affonda le sue radici nella tradizione mediterranea: l'impaccata di fichi alle mandorle é un dolce tipico di Cosentini.

## Sport
- Campo da calcio - Martino
- Parco Giochi